# 馬尼拉戰役 (1945年)
馬尼拉戰役發生在1945年2月3日至3月3日，參戰的分別是美國、菲律賓及大日本帝國，它是美國收復菲律賓戰役之一部份，在一個月的戰事中，馬尼拉遭到嚴重的破壞，它標誌著日軍對菲律賓3年佔領期結束及麥克阿瑟上將實現他勝利重返菲律賓的承諾。

## 背景
1945年1月9日，由沃爾特·克魯格中將指揮的美國第6軍團在仁牙因灣海岸登陸及迅速向南推進。
1月29日，第6軍團屬下的第11軍40,000人在呂宋島西部的聖安東尼奧登陸，攻佔聖馬塞利諾飛機場、蘇比克灣海軍基地及封鎖巴丹半島，阻上日軍撤向巴丹半島。
1月31日，由羅伯特·勞倫斯·艾克爾伯格中將指揮的美國第8軍團屬下由祖斯·M·史雲斯率領的美軍第11空降師第187及188滑翔降傘團在呂宋島南部的納蘇格布登陸及向馬尼拉前進，同時，第11空降師第511傘兵團在2月4日在塔蓋泰山脊空降及向北前進。
2月4日，美軍全力從各方向馬尼拉快速推進，在菲律賓遊擊隊協助下，美軍奪取沿途多座橋樑及橫越多條河流。

### 日軍之防禦戰略
當美軍從各方向向馬尼拉推進時，大部份日軍已服從日本第14方面軍司令山下奉文大將之命令，從海岸向內陸作戰略性撤退，山下奉文將其主要兵力撤向碧瑶，因他決定把美軍及菲律賓軍阻擊於呂宋島北部。
1942年，曼纽爾·L·奎松總統曾宣佈馬尼拉為不設防城市，雖然山下奉文在1945年沒想到這樣做，但他沒有打算防守馬尼拉，考慮到不可能在短時間內疏散所有市民，他不想防守這個擁有超過一百萬人口及大量木制易燃房屋的城市，他原本命令其下屬岩淵三次少將，在美軍出現前放棄這個城市、破壞所有橋樑及其他基礎設施。但是，岩淵三次決定守衛這個城市及戰至最後一兵一卒，他違反山下奉文的命令及命令馬尼拉海軍守備部隊進入市區，他發現數個十分良好的防守據點，包括因特拉穆羅斯城堡及其周圍建築物、當發現任何建設有防守價值，例如橋樑及隧道，他會建立佈雷區、有刺鐵絲網、連系溝渠、大而無用的貨車及有軌電車做成障礙物及陷阱，他也命令部隊進入防衛區。

## 戰事經過

### 聖托馬斯戰俘營救

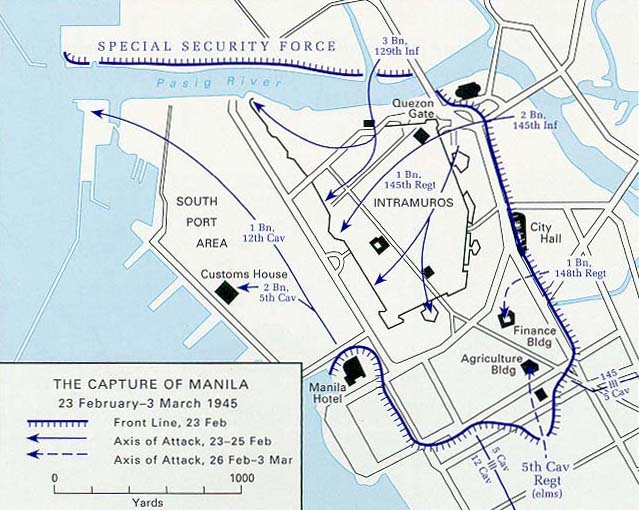
馬尼拉戰役示意圖

2月3日，美軍第1騎兵師在弗農·馬奇少將指揮下進入馬尼拉北面外圍及渡過橫誇分隔馬尼拉的柏西格河之橋樑，第8騎兵團其中一個大隊最先到達該城及前往在聖托馬斯大學的戰俘營營救戰俘。
自從1942年1月4日起共36個月，大學的主要大樓就被用作關押平民，4,255名戰俘中有466人在關押期間死亡，他們是在1942年2月15日試圖逃跑時被殺的，但有另一次在1945年1月初之逃亡却成功。
晚上9點，一輛前領之吉普車衝開大閘及起動裝置開火，之後，一輛第44坦克營之M4雪曼坦克衝破大學圍牆，另外4輛經西班牙街入口進入，美軍及菲律賓軍立即跟進，終於救出了大部份人質。
日軍脅持了其餘戰俘教學大樓裹，與美軍及菲律賓軍士兵交火，第2天，2月4日，他們同美國人談判，美國人准許他們到馬尼拉南面跟日軍大部隊會合，美軍只容許他們携帶步槍、手槍及軍刀，同一天，美軍第37步兵師及美軍第31步兵師的巡邏隊解救了1,000名戰俘，大部份是日軍佔領巴丹半島及科雷吉多島時俘獲的。
2月5日早上，47名日軍士兵在他們要求下離開，總共救出了5,785人包括: 5,000名菲律賓人、2,870名美國人、745名英國人、100名澳大利亞人、61名加拿大人、50名荷蘭人、25名波蘭人、7名法國人、2名埃及人、2名西班牙人、1名瑞士人、1名德國人及1名斯洛文尼亞人。

### 包圍及大屠殺
早在2月4日，麥克阿瑟將軍已宣佈完全奪回首都，其部下已計劃進行勝利遊行，但馬尼拉的戰事才剛剛開始，幾乎同一時間在北面美軍第1騎兵師及在南面的美軍第11空降師都報告在前進時遭到日軍之頑強抵抗。
美軍在2月4日突入城內後，同守軍在城內爆發激烈巷戰接近一個月，戰事很快演變成逐街逐戶之爭奪戰，在北面，由格里斯沃爾德少將指揮的美軍第14軍從聖托馬斯大學向南越過巴石河，2月4日黃昏時，他命令第5騎兵團第2連越過奎松橋，這是唯一一條沒有給日軍破壞而可以越過巴石河之橋樑，當他們上橋時，日軍架設在奎松林蔭大道路障之機關槍猛烈開火，迫使美軍停止前進及在日落前後撤，美軍及菲律賓軍撤退後，日軍重新佔領橋樑。
2月5日，美軍第37步兵師開始進入馬尼拉，格里斯沃爾德少將將北面戰區一分為二，第37步兵師負責西面及第1騎兵師負責東面，2月8日早上，第37步兵師清除了大部份日軍，雖然住宅區遭到嚴重破壞，日軍撤退前破壞了建築物及軍事設施。
該師最激烈的戰鬥發生在聖職候補人島，此地是巴石河中一個小型工業中心，小於一個團的日本守軍控制該地至2月11日。
馬奇的第1騎兵師遇到之抵抗較為輕微，雖然其第7及第8騎兵旅於2月10日在北面的2個供水設施附近遭遇較為激烈的抵抗，但其士兵已向南推進，當晚，第14軍已開始在巴石河兩岸架設浮橋。 
最後之進攻由第14軍之第11空降師在2月10日發起，該師在2月4日包圍尼古拉機場內的日本海軍陸戰隊，第二天，美軍傘兵在機場內進行傘降，因此格里斯沃爾德少將在2月12日完成對日軍之包圍。
由於希望保護城市及平民，麥克阿瑟禁止對城市的炮轟及空襲，但對市區的大規模的破壞不能避免，面對美軍的坦克炮火，岩淵的士兵成功阻延美軍的推進，美軍要逐棟樓宇進攻及殺死日軍，這亦經常誤傷平民。
由於面對不斷的打擊及死亡，日軍用交叉火力將所有的憤怒及挫折發洩在平民身上，導致很多殘暴的行為，後來被稱為馬尼拉大屠殺，嚴重的破壞、強姦及大屠殺成為這場戰役之寫照。

### 老城區被破壞
從2月23日至2月28日，美軍向老城區發起進攻，在炮轟後美軍用炮火開路及消滅日軍，但數個世紀的石牆、地下引水道、聖盧西亞軍營、聖地亞哥堡大門及山谷對守軍提供很好的掩護。
最後的抵抗發生在財政部大樓，3月3日該處在炮轟下變成一堆瓦礫。
戰事還未結束，麥克阿瑟便要求菲律賓內閣成員到馬拉坎南宮及宣佈菲律賓立憲政府重新建立，他說：「我們的國家保持信念。我們的首都已經光復，它將成為遠東最自由的城市。」

## 總結
經過一個月的戰鬥，馬尼拉終於在3月4日正式被解放，但城市之大部份區域已遭到嚴重破壞。
戰事中，美軍共有1,010人陣亡及5,565人受傷，估計超過100,000名菲律賓平民死亡，大部份死於日軍之大屠殺，日軍共有16,000人死亡。
在長達一個月的戰事中，馬尼拉遭到之破壞比德國空軍對倫敦之轟炸所造成之破壞更嚴重，造成之死亡人數更高於美軍對東京之轟炸及美軍對廣島、長崎投擲原子彈。

### 對城市的破壞
馬尼拉的爭奪戰是在整個太平洋戰爭中，麥克阿瑟由1942年從新幾內亞開始他的跳島進攻，至1945年入侵日本期間，發生的第一場也是最激烈的城市作戰。在第二次世界大戰最後幾個月的戰役中，破壞及野蠻殺戮鮮有超過在馬尼拉戰役者。
一支不銹鋼旗桿屹立在位於因特拉穆羅斯城堡的舊美國大使館，被無數子彈和彈片命中，現在依然樹立，這證明在城市的戰事之激烈及艱苦程度。就此而言，馬尼拉如同斯大林格勒一樣，成為戰爭期間最激烈的城市戰鬥地點之一。
菲律賓人在馬尼拉的大屠殺和破壞中失去了不可替代的文化和歷史寶藏；這是國家與民族的悲劇。無數的政府建築物、大學和學院、女修道院、修道院和教堂，以及所伴隨的、可回溯到建城之際的寶藏，都被破壞了。馬尼拉是東方的第一個國際熔爐－－匯合了西班牙、美洲及亞洲文化文化財產(包括藝術、文學和尤其是建築－－遭受到破壞性的毀滅。這個曾一度被稱為「東方之珠」，以匯聚亞洲和歐洲文化而聞名的城市，基本上被從地圖上抹去了。
大部分在戰爭期間受損的建築物在解放後因「進步」的名義被拆除，作為重建馬尼拉的一部分，現代的美式建築取代了在西班牙統治與和美國早期統治時代的歐式建築。只有少數舊建築物保持不變。

### 歷史的紀念
1995年2月18日，自由神社（也被稱為保存馬尼拉紀念碑）落成，獻給戰爭受害者以資紀念。這個紀念碑位於聖伊莎貝爾廣場（也被稱為羅望子樹廣場），位於馬尼拉因特拉穆羅斯城堡內露娜將軍街及安達街的拐角處，題詞是：
這個紀念碑獻給所有無辜的戰爭受害者，其中許多人走進了共同的墓穴，無名且無人聞問。或者根本沒有墓穴，遺體被大火吞噬或被塵土瓦礫埋藏於廢墟之下。
這個紀念碑是在1945年2月3日至3月3日，馬尼拉解放戰役期間死亡之超過100,000名婦女、兒童和嬰兒，每一個人的墓碑。我們沒有忘記，也永遠不應該忘記他們。
願他們的安息成為現在這個神聖城市的一部分：我們摯愛的馬尼拉。
2015年2月14日，由马尼拉大屠杀倖存者組織成立的“铭记马尼拉1945基金会”举办马尼拉战役70周年纪念活动，該會主席胡安·罗查讲述其亲眼所见的日军暴行，要求日本政府承认在二战期间犯下的暴行、正式道歉，“不要试图篡改历史”；前菲律宾总统菲德尔·瓦尔德斯·拉莫斯发表主旨讲话时强调，马尼拉战役期间平民10万人惨遭日军杀害的历史事实“无可争辩”。